# Osmar Schindler

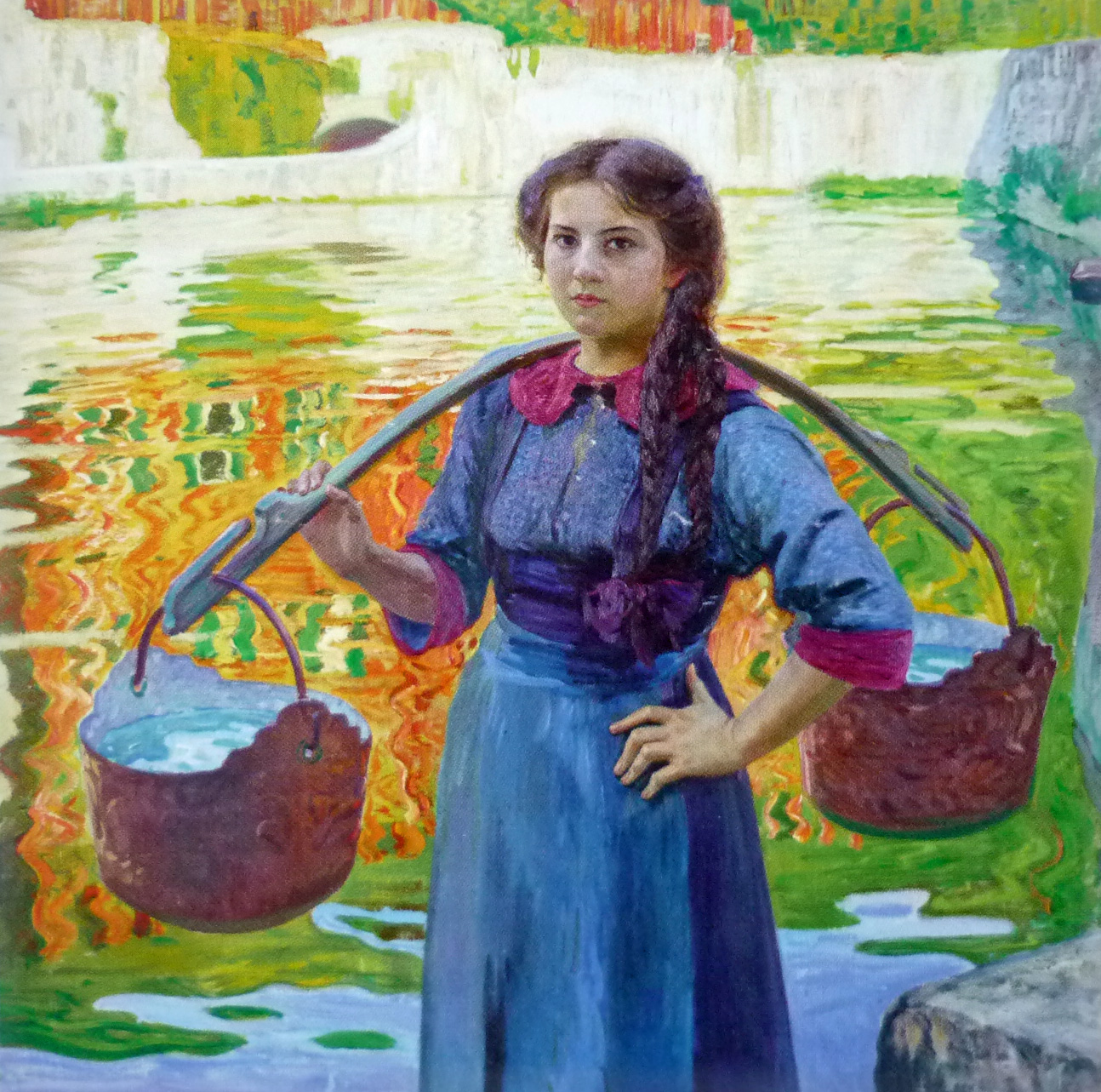
Niosąca wodę (1911)

Osmar Schindler (ur. 21 grudnia 1867 w Burkhardtsdorf, zm. 19 czerwca 1927 w Wachwitz) – niemiecki malarz należący do szkoły artystów Akademii Drezdeńskiej. Jego prace zostały uznane za połączenie impresjonizmu i secesji.